# Alessandro Tonolli
Alessandro Tonolli (Caprino Veronese, 25 giugno 1974) è un allenatore di pallacanestro ed ex cestista italiano, di ruolo ala grande o centro.

## Caratteristiche tecniche
Alto 202 centimetri, 99 kg di peso, in campo ha ricoperto prevalentemente il ruolo di ala grande.

## Carriera

### Club
Cresciuto nel Basket Brescia, con cui esordisce in prima squadra nel 1992 in Serie B1, approda in Serie A a 20 anni, nel corso del campionato 1994-95, ingaggiato dalla Virtus Roma, squadra in cui ha militato fino al 2014 e di cui è diventato un'autentica bandiera, assumendone anche il ruolo di capitano dal 2000. Divenuto brevemente free agent nell'estate 2011, in seguito si lega ancora alla squadra capitolina con cui chiude la carriera al termine della stagione 2013-14, la sua ventesima a Roma, record assoluto nella storia del club virtussino.
A lui appartiene, ovviamente, anche il record di presenze in campionato con la canotta giallorossa; Tonolli detiene altri quattro record assoluti di squadra in Serie A: rimbalzi difensivi, offensivi, totali e palle recuperate. Con la Virtus Roma ha vinto nel 2000 la Supercoppa italiana, battendo nella final four le due compagini felsinee, la Fortitudo Bologna in semifinale e la Virtus Bologna in finale; tra gli altri traguardi di squadra, nel 2006 è stato finalista di Coppa Italia, persa contro il Basket Napoli, mentre nel 2008 ha raggiunto la finale play-off per lo scudetto, serie persa 4-1 contro la Mens Sana Siena.
Eccellente difensore, ottimo rimbalzista, nel corso degli anni ha sviluppato una sempre maggiore propensione per il tiro dalla media distanza e per il tiro da tre punti. Il suo costante impegno in campo, il suo spirito di sacrificio e la sua grinta lo hanno reso un fondamentale punto di riferimento per i compagni di squadra.

### Nazionale
Conta 65 presenze nella nazionale italiana, e anche se non è mai riuscito a disputare una fase finale delle maggiori competizioni internazionali, ha comunque avuto la soddisfazione di indossare al collo una medaglia, l'argento del 1997 ai Giochi del Mediterraneo di Bari. L'anno precedente era arrivato 5º ai campionati europei Under-22.

## Palmarès

### Club
- Supercoppa italiana: 1

Virtus Roma: 2000